# Georg Göhler

Georg Göhler

Karl Georg Göhler (* 29. Juni 1874 in Zwickau; † 4. März 1954 in Lübeck) war ein deutscher Komponist, Dirigent, Musikerzieher und -kritiker.

## Leben und Wirken
Karl Georg Göhler wurde am 29. Juni 1874 als Sohn des Kantors und Organisten Alexander Göhler an der Zwickauer Katharinenkirche geboren. Ab 1893 studierte er  am Konservatorium Leipzig bei Hermann Kretzschmar Theorie, Komposition, Klavier und Orgel und promovierte dort 1896. Seine Erfahrungen als Dirigent konnte er bereits 1897 als Chorleiter des Riedel-Vereins in Leipzig sammeln. 1903 wurde er Hofkapellmeister am Landestheater Altenburg, wo er unter anderem Erstaufführungen von Opern an dieser Bühne leitete. Hierzu gehörten 1903 Offenbachs „Hoffmanns Erzählungen“, 1910 Puccinis „Madame Butterfly“, sowie Smetanas „Verkaufte Braut“ und 1909 Wagners „Ring des Nibelungen“.
Von 1907 bis 1909 war er Hofkapellmeister an der Großherzoglich Badischen Hofkapelle in Karlsruhe. Ab 1909 dirigierte er erneut in Leipzig den Riedel-Verein sowie das Orchester der Musikalischen Gesellschaft.
Zwischen 1913 und 1915 war er Leiter der Neuen Oper Hamburg und des Hamburger Lehrergesangvereins. Dort richtete er unter anderem Verdis Oper „La forza del destino“ ein.

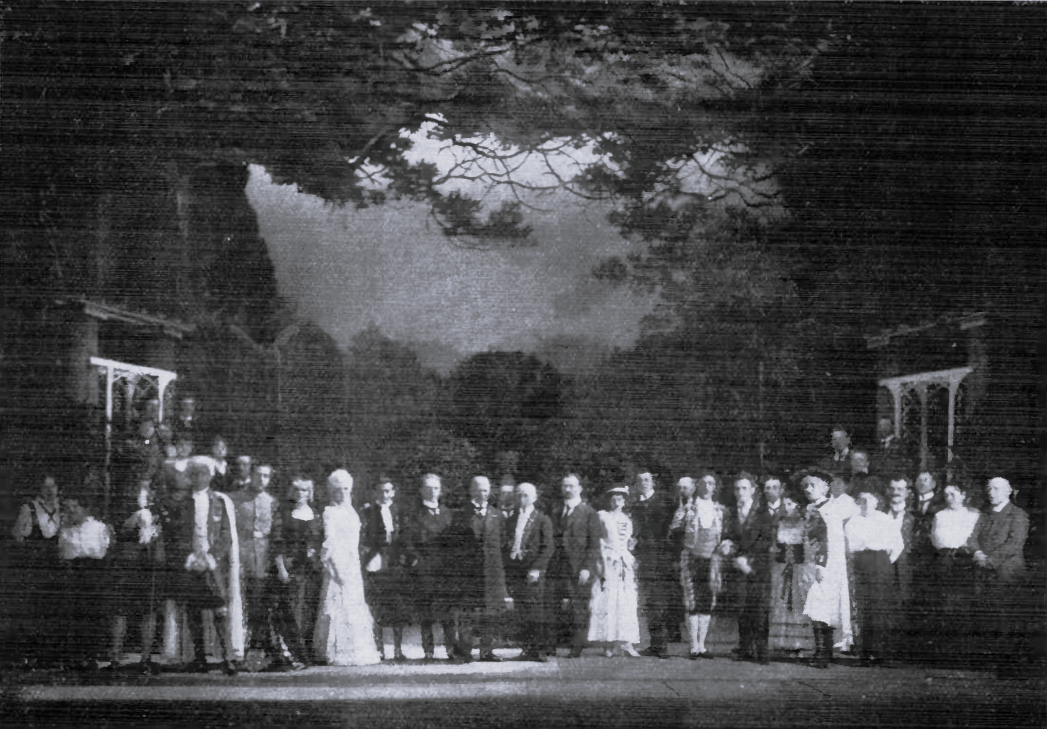
Vorstand und Mitglieder der Lübecker Oper in der Dekoration des letzten Aktes von „Figaros Hochzeit“ auf der Bühne des Liller Theaters

1915 wurde er Nachfolger von Wilhelm Furtwängler als Dirigent des Orchesters des Vereins der Musikfreunde in Lübeck. Er koordinierte in Lübeck die Sinfoniekonzerte, den Philharmonischen Chor und die volkstümlichen Konzerte. Dieses Amt behielt er bis 1919. 1917 reiste Stanislaus Fuchs mit der Lübecker Oper in der spielfreien Zeit des Theaters nach Tournai und Lille an die Westfront. Als Marie Luise Kaibel, Enkelin von Friedrich Wilhelm Kaibel und Gründerin und Direktorin des ersten Lübecker Konservatoriums, schwer erkrankte und sich zurückziehen musste, übernahm Georg Göhler an der Seite von Andreas Hofmeier die zweite Direktorenstelle und behielt sie bis zum inflationsbedingten Ende des Konservatoriums bis 1922.
1922 kehrte er als Kapellmeister an das Landestheater Altenburg zurück und wurde dort 1925 zum Generalmusikdirektor ernannt. Hier dirigierte er u. a. am 27. Januar 1924 die Uraufführung der von Hugo Kaun selbst erstellten Neufassung seiner Oper Der Fremde in Anwesenheit des Komponisten. Die Partie des Hein sangen die Tenöre Helge Rosvaenge und alternierend Dr. Horst Wolf, die beide in Altenburg am Beginn ihrer bedeutenden Karriere standen. In dieser Zeit hat er auch wesentlich zur Verdi-Renaissance im Deutschland der 20er Jahre beigetragen: 1928 dirigierte er an der Dresdner Staatsoper Verdis Macbeth 81 Jahre nach der Uraufführung erstmals auf einer deutschen Bühne. Daneben leitete er die Philharmonischen Konzerte in Halle und wirkte als Gastdirigent bei mehreren Orchestern. 1932 zog er sich aus dem öffentlichen Musikleben zurück und widmete sich seiner Arbeit als Komponist und Musikwissenschaftler.
Göhler war ein Förderer der Musik von Anton Bruckner und vor allem von Gustav Mahler. Am 9. Januar 1914 dirigierte er in Leipzig die von Mahler selbst kurz vor seinem Tod fertiggestellte Neufassung der 5. Sinfonie als Uraufführung der Neufassung (Bucholtz:142ff).
Göhler hat ein umfangreiches Werk hinterlassen, darunter über 200 Lieder im traditionellen Stil. So schrieb er einfache Strophenlieder ebenso wie romantische Miniaturen und ausgeformte Kunstlieder. Darüber hinaus schuf er fünf Sinfonien, Klavier-, Violin- und Cellokonzerte, eine Oper und zahlreiche Kammermusikwerke. Er war ein Gegner jeder moderner Musik, die über die klassische und romantische Tradition hinausgehende Stilentwicklung hinausreicht, was letztlich dazu führte, dass seine zahlreichen Kompositionen trotz aller kompositionstechnischen Feinheiten heute praktisch vergessen sind.
Er schrieb zahlreiche Artikel in Zeitungen und Zeitschriften u. a. in Der Kunstwart, Die Zukunft (hg. von Maximilian Harden) und in der Zeitschrift für Musik.
Sein Nachlass, darunter über 23.000 Briefe, die seine Kontakte zu vielen Künstlerpersönlichkeiten seiner Zeit bezeugen, wird von der Ratsschulbibliothek Zwickau verwahrt.

## Aufnahmen
- Georg Göhler: Lieder und Duette. Antje Perscholka, Sopran, Henryk Böhm, Bariton, Hendrik Bräunlich, Klavier. Genuin, LC 12029.